# Agrotis kingi
Agrotis kingi är en fjärilsart som beskrevs av Mcdunnough 1932. Agrotis kingi ingår i släktet Agrotis och familjen nattflyn. Inga underarter finns listade i Catalogue of Life.